# 둠 3: 악마의 부활
둠 3: 악마의 부활(Doom 3: Resurrection of Evil)은 너브 소프트웨어가 개발하고 액티비전이 배급한 호러 1인칭 슈팅 비디오 게임이다. 2005년 4월 3일 마이크로소프트 윈도우용으로 둠 3의 확장팩이자 속편 격으로 출시되었으며 2005년 10월 5일 엑스박스 비디오 게임 콘솔용으로 출시되었다. 엑스박스 버전은 플레이를 위해 둠 3를 필요로 하지 않으며 여기에는 둠, 둠 2: 헬 온 어스, 마스터 레벨 오브 둠 2가 포함된다.
이 비디오 게임은 8개의 다인용 게임 모드가 제공된다. 악마의 부활은 12개의 싱글 플레이어 레벨, 사냥꾼을 포함한 6개의 새로운 적, 4개의 새로운 멀티플레이어 맵, 둠 2에서 기원하는 여러 새로운 무기들을 장식한다.

## 평가
| 평가 |                         |
| --- | ----------------------- |
| 통합 점수 통합사 점수 게임랭킹스 PC: 80% [ 1 ] XBOX: 78% [ 2 ] 메타크리틱 PC: 78/100 [ 3 ] XBOX: 77/100 [ 4 ] |                         |
| 통합 점수 |                         |
| 통합사 | 점수                    |
| 게임랭킹스 | PC: 80% XBOX: 78%       |
| 메타크리틱 | PC: 78/100 XBOX: 77/100 |